# トークロータリー おとなの学校
『セキスイトークロータリー おとなの学校』（セキスイトークロータリー おとなのがっこう）は、1974年4月5日から1975年3月28日までNET系列局で放送されていた毎日放送製作のトーク番組である。積水化学工業グループ各社による単独提供。放送時間は毎週金曜 22:00 - 22:30 （日本標準時）。

## 概要
学校のホームルームのごとく、各界の著名人たちが時事問題についてざっくばらんに話し合っていた番組。ホストは元NHKアナウンサーで放送評論家の藤倉修一が、ホステスは女優の新井春美（後の新井晴み）が務めていた。